# Берн

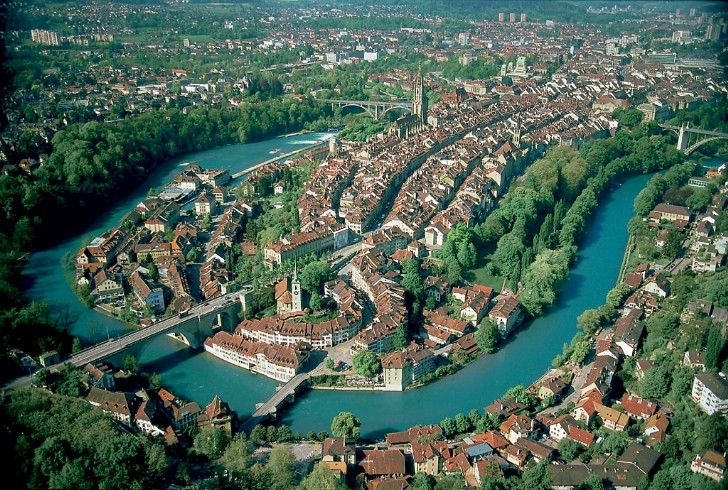

Берн (нем. Bern [ˈbɛrn], фр. Berne, итал. Berna, романш. Berna) — город федерального значения, де-факто столица Швейцарии и её второго по численности населения кантона Берн. Административный центр округа Берн-Миттельланд, официально именуемый «федеральным городом».
Город расположен в центральной части страны к северу от Альп, в долине реки Ааре. Берн с населением около 133 000 человек (по состоянию на 2022 год) является пятым по численности населения городом в Швейцарии после Цюриха, Женевы, Базеля и Лозанны. В агломерации Берна, включающей 36 муниципалитетов, в 2015 проживало около 270 000 человек. Берн является политическим центром Швейцарии, где размещаются правительство, парламент и центральный банк. Местонахождение главных контор (офисов) Всемирного почтового союза и Швейцарских железных дорог. 
Официальный язык — немецкий, но основным разговорным языком является местный вариант алеманнского швейцарского немецкого диалекта, бернский немецкий.
Исторический Старый город (нем. Altstadt), возникший на полуострове в излучине реки Аре, с 1983 года является объектом Всемирного наследия ЮНЕСКО. В Старом городе расположены позднеготический собор, часовая башня, скульптурные Бернские фонтаны, аркады протяжённостью 6 километров. Основан герцогом Церингенским Бертольдом V в 1191 году на месте древних укрепленных поселений.
Берн стал вольным имперским городом в 1218 году, а в 1353 году вошёл в Швейцарский союз, став одним из первых её восьми кантонов. С XV века город постепенно перестраивался и приобретал современный вид. В XVI веке проведена Реформация. Став федеральным городом в 1848 году, Берн стал крупным городом-государством и оказал значимое влияние на ход швейцарской истории, проводя политику суверенной территориальной экспансии. Рост численности населения привёл к тому, что от примерно 5000 жителей в XV веке, город достиг 100 000 человек в 1920-х годах.

## Этимология
Название города было впервые упомянуто в грамоте от 1 декабря 1208 года. Существует много как научных, так и народно-этимологических версий происхождения названия города.
- Наиболее распространённая легенда повествует о том, что основатель города герцог Бертольд V Церингенский решил назвать город по первому убитому во время охоты в окружных лесах зверю, которым оказался медведь. Лингвистически слова «Берн» и «медведь» (нем. Bär) не имеют общего корня. Из-за этой народной этимологии на гербе города изображён медведь[5].
- По другой версии, название «Берн» происходит от видоизменённого названия итальянского города Вероны, поскольку бернская знать была связана родственными узами с веронскими феодалами. На эту версию указывает то, что в III—V веках Верона именовалась германцами Bern или Welsh Bern, а остготский король Теодорих Великий, деятельность которого также связана с Вероной, также звался Дитрихом Бернским.

- Уильям Пафф, путём исследования саг и латинских источников, пришёл к выводу, что название «Берн» произошло от Берненсис (Bernensis), образовавшегося от Вероненсис (Veronensis), которое, в свою очередь, произошло от Верница (Vernica), — переход морфологически близкий к названию немецкого города Вормс в южной Германии (ранее — Верминну (Verminnu))[6].

- Наиболее же вероятным в настоящее время считается происхождение названия «Берн» от кельтского bren («гора») или brena («расщелина») с последующей перестановкой в Bern, Berne[5].

## История

### Основание и Средние века

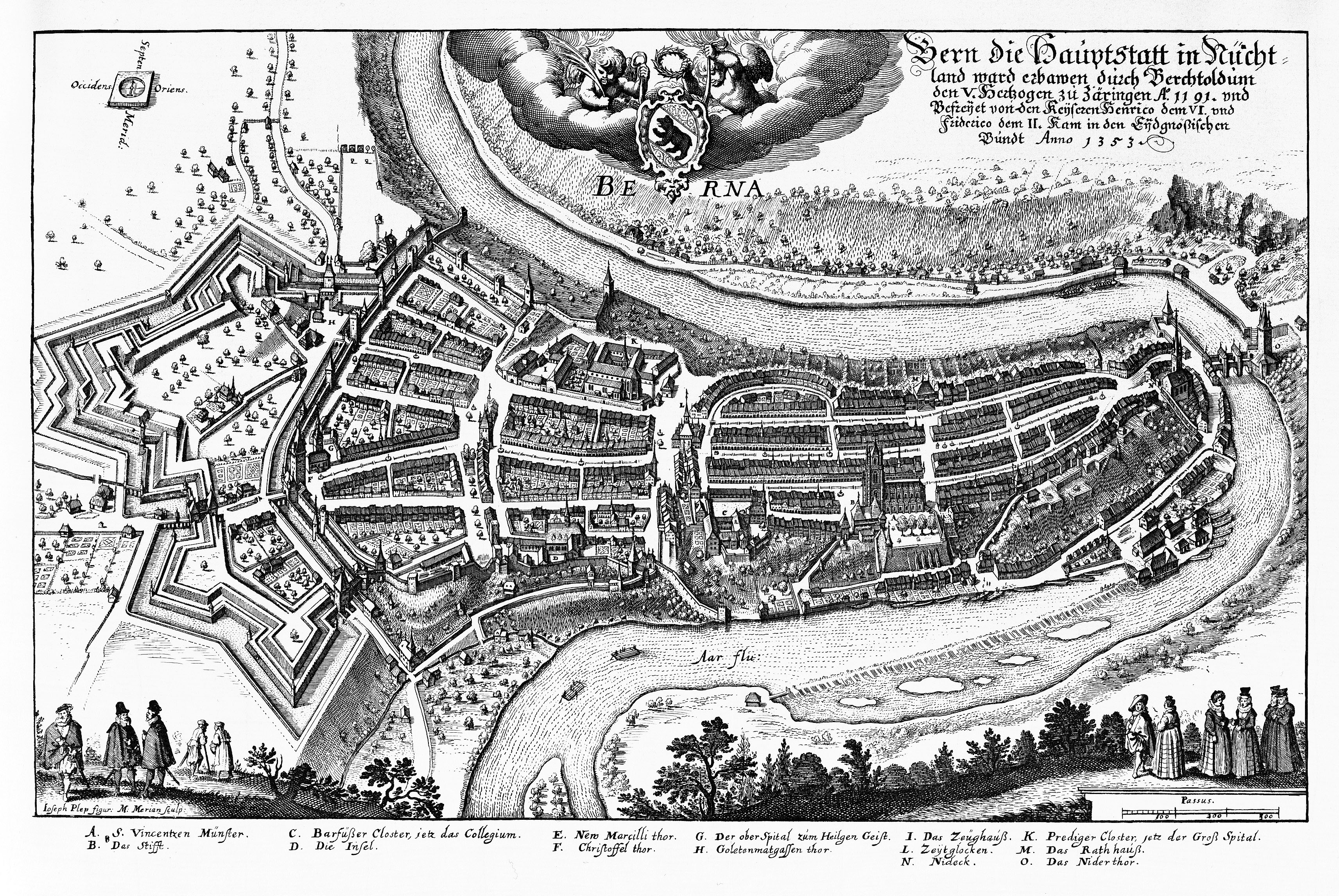
План Берна, 1638 год

Окрестности Берна были заселены не позднее Латенского периода. Старейшее кельтское поселение, обнаруженное на Ангельском полуострове, относится предположительно к концу II века до н. э. В древнеримский период на полуострове расположился галло-римский vicus, заброшенный в период с 165 по 211 год н. э.
Из раннего Средневековья осталось множество захоронений.
В конце XII века немецким герцогом Бертольдом V фон Церингеном был основан собственно город Берн. В «Бернской хронике» (Cronica de Berno), составленной в 1309 году при местном соборе, а также написанной около 1430 года на её основе Конрадом Юстингером официальной городской хронике, годом основания указан 1191 год. Новооснованный город стал быстро развиваться, поскольку оказался удобным центром владений герцога, настолько обширных, что за ним закрепилось прозвище «Богатый». В 1219 году Бертольд умер, не оставив наследников. Его бургундские владения перешли к императору Священной Римской империи Фридриху II, при этом Берн (и Цюрих) был объявлен имперским городом.
В середине XIII столетия монахи монастыря, расположенного недалеко от Берна, подделали документ, получивший название «Золотая Хартия Берна». Документ представлял собой пергамент с текстом 54 статей, устанавливающих не только статус «имперского города», действительно дарованный Фридрихом, но и ряд особых привилегий в городском самоуправлении, делавших Берн, по сути, независимым государством. Пергамент был скреплён именной печатью императора Фридриха II из чистого золота, из-за чего его и стали называть «золотой Хартией». В 1272 году город предъявил эту Хартию первому королю из династии Габсбургов, Рудольфу I, в подтверждение своих исконных прав, — и Рудольф, разбиравшийся с имуществом империи после 10 лет анархии, признал Хартию действительной.
Так Берн стал относительно свободным городом Позднего Средневековья — с полным самоуправлением, — сохранявшим лишь некоторую политическую и финансовую зависимость от Империи. С присоединением Берна в 1353 году к «Союзу восьми земель» (одной из ранних форм Швейцарского союза), — город заявил о своей полной независимости. Свободу пришлось отстаивать в битвах с Империей следующие 35 лет. В 1389 году Империя признала суверенитет Берна, заключив с «Союзом восьми земель» мирный договор.

## География и климат

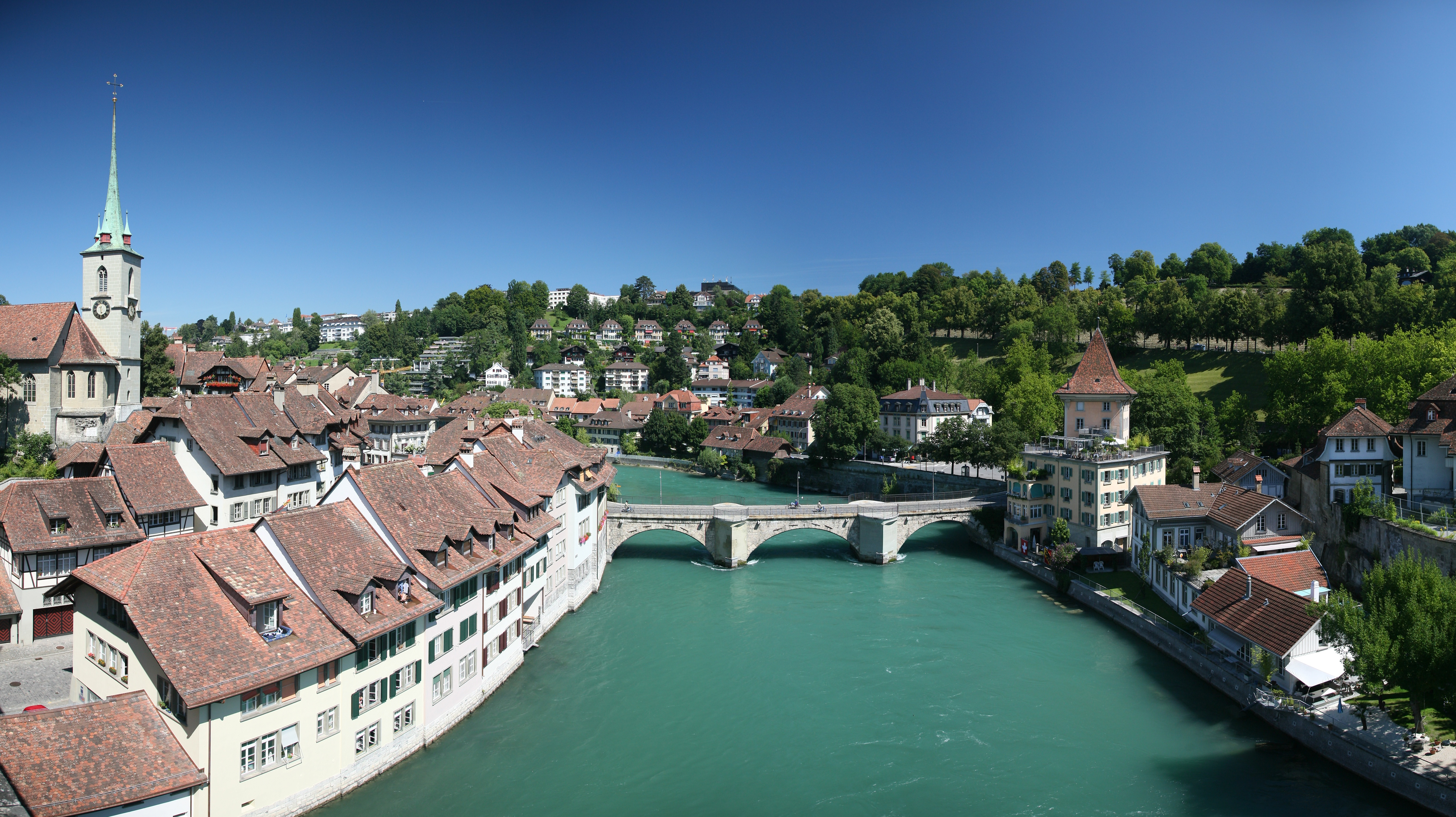
Аре в Берне

Город находится в южной части Швейцарского плато, на реке Аре. Исторически город был построен на высоком холме в излучине реки, образующей естественную защиту города.
| Показатель                    | Янв. | Фев. | Март | Апр. | Май  | Июнь | Июль | Авг. | Сен. | Окт. | Нояб. | Дек. | Год  |
| ----------------------------- | ---- | ---- | ---- | ---- | ---- | ---- | ---- | ---- | ---- | ---- | ----- | ---- | ---- |
| Средний суточный максимум, °C | 2,8  | 4,7  | 9,5  | 13,4 | 18,2 | 21,6 | 24,3 | 23,7 | 19,1 | 13,8 | 7,3   | 3,5  | 13,5 |
| Средняя температура, °C       | −0,4 | 0,7  | 4,7  | 8,1  | 12,7 | 16   | 18,3 | 17,7 | 13,7 | 9,3  | 3,7   | 0,6  | 8,8  |
| Средний суточный минимум, °C  | −3,6 | −3,1 | 0,2  | 3    | 7,4  | 10,5 | 12,5 | 12,3 | 8,9  | 5,4  | 0,4   | −2,3 | 4,3  |
| Норма осадков, мм             | 60   | 55   | 73   | 82   | 119  | 111  | 106  | 116  | 99   | 88   | 76    | 74   | 1059 |
| Источник:                     |      |      |      |      |      |      |      |      |      |      |       |      |      |

## Административное деление
Берн делится на 6 районов:
- Иннере Штадт (район I),
- Ленггассе-Фельсенау (район II),
- Маттенхоф-Вайссенбюль (район III),
- Кирхенфельд-Шоссхальде (район IV),
- Брейтенраин-Лорраине (район V),
- Бюмплиц-Оберботтиген (район VI).

## Население
| 145 254 | ↘ 136 338 | ↘ 128 634 | ↘ 124 381 | ↗ 131 554 |

В 2013 году в городе были зарегистрированы 137 980 жителей. Из них на долю женского населения приходятся 52,3 %, соответственно доля мужского населения составила 47,7 %.
Распределение населения Берна по возрастным группам по данным 2013 года:
- до 16 лет — 12 %;
- от 16 до 64 лет — 71,2 %;
- старше 65 лет — 16,8 %;

Около четверти (23,7 %) населения города не являются швейцарцами и происходят главным образом из соседних Германии и Италии, а также Испании.
Источник: Statistik Stadt Bern, 2013.

## Образование
В городе расположены Бернский университет и Бернский университет прикладных наук.

## Достопримечательности
Берн богат достопримечательностями. Старая часть города, в которой сконцентрировано большинство достопримечательностей, в 1983 году была внесена ЮНЕСКО в список Всемирного наследия. Отличительной особенностью старой части города является наличие множества аркад — навесов, проходящих над боковыми сторонами улиц. В дождливую погоду аркады спасают жителей города, забывших дома зонтики. В 2014 году швейцарцы назвали Берн самым красивым городом Швейцарии.
Основные достопримечательности:

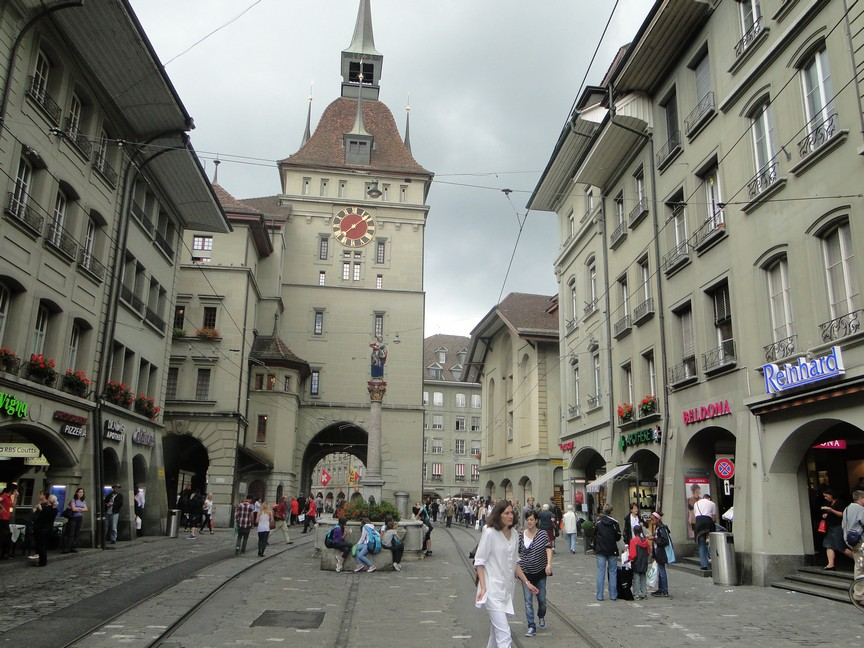
Пешеходная улица в центре города

- Бернский кафедральный собор считается важнейшим позднеготическим храмом Швейцарии. Его постройка началась в 1421 году, но храм (вернее, его башня) был окончательно достроен только в 1893 году. Наиболее интересные детали убранства собора — мебель XVI века и витражи. Почти все они относятся к XV веку, только два витража с ветхозаветными сценами выполнены намного позднее, в XIX веке. С архитектурной точки зрения собор является трёхнефной базиликой.
- Цитглогге с воротами. В прошлом часовая башня была частью городских укреплений, ворота в башне были одними из нескольких городских ворот. На восточном фасаде башни расположены астрономические часы, установленные в 1530 году. Механизм часов приводит в движение фигуры петуха, медведей, Хроноса, каждый час они разыгрывают представление. Оно начинается за четыре минуты до наступления нового часа. Также часы показывают движение звёзд и знаки зодиака. Прежде они были главными часами города и эталоном времени, все остальные часы сверялись по ним.
- Старый Берн — объект Всемирного наследия ЮНЕСКО.
- Бернские фонтаны — одиннадцать фонтанов, украшенных аллегорическими статуями эпохи Возрождения. Почти все фонтаны XVI века, кроме фонтана Церингера, созданного Гансом Хилтбрандом, являются работами Ганса Гинга — мастера из Фрайбурга. Одним из наиболее интересных фонтанов является Kindlifresserbrunnen (с нем. — «Пожиратель детей», но часто переводится как фонтан Огров), который, как утверждается, представляет собой еврея (из-за типичной одежды и еврейской шапки того времени), греческого бога Хроноса или фигуру Фастнахта, которая пугает непослушных детей. Между 1542 и 1546 годами имеющиеся деревянные фонтаны были заменены на каменные с типичными для Берна скульптурами.
- Беренграбен — ров и парк в центре города, в котором живут медведи — живые геральдические символы Берна.

В 2009 году в Берн привезли двух чёрных медведей-гризли в качестве подарка супруги президента Светланы Медведевой мэру Берна Александру Чепету. Миша и Маша были торжественно переданы городу во время первого в истории Государственного визита главы России в Швейцарию.
- Церковь Святого Петра и Павла — первая после реформации католическая церковь города.
- В Берне, в Федеральном институте интеллектуальной собственности (IGE), хранятся в открытом доступе 30 миллионов патентов со всего мира. Вот только некоторые примеры изобретений — застёжка-молния, автокарандаш, канцелярская кнопка, быстрозастёгивающиеся лыжные ботинки с пряжками и тормоз для лыж[10].

### Музеи
- Коллекция антиквариата (Antikensammlung);

Берн — скучный, маленький, но культурный городок.
- Исторический музей Берна;
- Университетский ботанический сад; (Botanischer Garten der Universität)
- Дом-музей Альберта Эйнштейна;
- Музей Армии спасения (Heilsarmee-Museum);
- Кунстхалле;
- Музей Швейцарских Альп;
- Трамвайный музей;

## Города-побратимы
| - , Москва, Россия - Лиссабон, Португалия - Мадрид, Испания - Андорра-ла-Велья, Андорра - Брюссель, Бельгия - Амстердам, Нидерланды - Люксембург, Люксембург - Вена, Австрия - , Берлин, Германия - Прага, Чехия - Варшава, Польша - Минск, Беларусь - Днепр, Украина - Киев, Украина - Кривой Рог, Украина - Кишинёв, Молдова - Бухарест, Румыния - София, Болгария - Будапешт, Венгрия - Афины, Греция - Скопье, Северная Македония - Загреб, Хорватия - Белград, Сербия - Сараево, Босния и Герцеговина | - Тирана, Албания - Осло, Норвегия - Стокгольм, Швеция - Хельсинки, Финляндия - , Вашингтон, США - , Нью-Йорк, США - , Бостон, США - , Майами, США - , Новый Орлеан, США - , Хьюстон, США - , Лас-Вегас, США - , Лос-Анджелес, США - , Сан-Франциско, США - , Сан-Диего, США - , Оттава, Канада - , Торонто, Канада - , Квебек, Канада - Мехико, Мексика - Гвадалахара, Мексика - Панама, Панама - Бразилиа, Бразилия - Рио-де-Жанейро, Бразилия - Сан-Паулу, Бразилия - Порту-Алегри, Бразилия | - Каир, Египет - Александрия, Египет - Йоханнесбург, ЮАР - Дели, Индия - Исламабад, Пакистан - Бангкок, Таиланд - Янгон, Мьянма - Ханой, Вьетнам - Пекин, Китай - Шанхай, Китай - Гонконг, Китай - Тайбэй, Тайвань - Манила, Филиппины - Джакарта, Индонезия - Сидней, Австралия - Брисбен, Австралия - Аделаида, Австралия - Мельбурн, Австралия - Перт, Австралия - Хобарт, Австралия - Веллингтон, Новая Зеландия - Окленд, Новая Зеландия - Евлах, Азербайджан |

### Города-партнёры
- Париж, Франция
- Кривой Рог, Украина